# Барбара Кроуфорд Джонсон
Барбара Кроуфорд Джонсон (англ. Barbara Crawford Johnson, 1925—2005) — американська авіаційна інженер. Вона була єдиною жінкою в інженерній команді НАСА, яка працювала над висадкою астронавтів на Місяць. Вона проводила дослідження з динаміки польотів, проектування ракет, аеродинамічних труб, аналізу продуктивності та аеродинаміки. У 1968 році вона була призначена на найвищу посаду, яку коли-небудь обіймала жінка у її відділі: менеджер програми «Аполлон».

## Раннє життя
Барбара, або ж «Боббі», народилася у маленькому містечку Сандовал, штат Іллінойс, у родині з шістьма дітьми.
Барбара з дитинства захоплювалася польотами; її надихали такі жінки, як Амелія Ергарт. Вона проводила час, спостерігаючи, як злітають і сідають літаки та розмовляла з пілотами про те, як літають літаки. Її допитливий розум розвинувся завдяки сім'ї, що надавала освіті великого значення.
У підлітковому віці Барбара захопилася математикою і наукою. Місцевий інженер, який будував нову школу у Сандовалі, жив у сім'ї Барбари і вчив її тому, як робляться плани поверхів, технічної термінології і геодезії. Брат Барбари став інженером-електромеханіком у Військово-морській академії, що ще більше зміцнило її інтерес до техніки. Батьки її повністю підтримували: «Я не знала, що дівчата не йдуть в інженери», — зазначила Барбара. — «Мій батько ніколи такого не говорив: він вважав, що це чудова ідея».

## Освіта
Оплата коледжу була проблемою для багатодітної сім'ї. Зрештою, Барбара вступила до університету штату Іллінойс у 1943 році завдяки стипендії. У той час університет ще не пропонував спеціальності авіаційних інженерів, тому Барбара почала вивчати загальне машинобудування, що забезпечило їй міцне технічне розуміння і досвід у всіх загальнотехнічних дисциплінах. Барбара боролася з утисками як жінка в інженерії; їй часто говорили, що вона ніколи не зможе знайти собі роботу, тому що ніхто не хоче наймати жінку-інженера. Дискримінація змусила її засумніватися у своєму рішенні, і вона розглядала можливість перевестися на вивчення бізнесу, але батьки заохочували її дотримуватися плану.
У вільний від навчання в коледжі час, Барбара активно відвідувала базу ВПС в Рантулі і зрештою навчилася літати самостійно.
У 1946 році, всього за три роки, Барбара Кроуфорд Джонсон стала першою жінкою, яка отримала ступінь бакалавра загальної інженерії в Університеті штату Іллінойс. Вона відразу ж отримала три різні пропозиції роботи: залишитися і викладати в університеті, навчаючись далі, переїхати на схід і будувати мости або піти на роботу в авіабудівну компанію North American Aviation в Каліфорнії (яка пізніше стала космічним відділом Rockwell International).

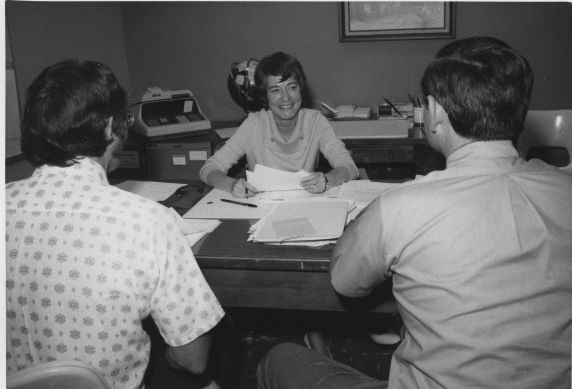
Барбара Кроуфорд Джонсон розмовляє зі співробітниками у своєму кабінеті (приблизно 1970—1974).

## Робота
Завдяки своїй любові до польотів, Барбара вибрала роботу в North American Aviation, попри відчуття власної невідповідності: вона переймалася, що отримала роботу в авіації попри те, що за освітою була загальним інженером.
Її перша робота була пов'язана з аерофізикою та аеродинамікою. «Я не знаю, чому вони поставили мене на те місце, куди поставили», сказала Барбара. «Я навіть не знала, що таке те число Маха». Робота була простою, але нудною, і Барбара попросила у свого керівника про переведення в інше місце: «Я інженер, і хочу роботу справжнього інженера». Її начальник розсміявся, перш ніж вийти з кімнати, і Барбара подумала, що її звільнили. Однак він повернувся з її менеджером, і вони визначили для неї нову і складну роботу: дизайн надзвукового входу для прямоточного повітряно-реактивного двигуна.
Барбара багато навчилася від початкових дизайнері, з якими почала працювати, і для неї відкрилося більше кар'єрних можливостей, у тому числі проекти з динаміки польоту для Dyna-Soar, повернення надзвукових планерів, дослідження місяцеходів і стикування. Вона продовжила навчання, вступивши в UCLA, щоб не відставати від складних проектів. На заняття у Лос-Анджелес вона їздила на позиченій у боса машині.
Барбара Кроуфорд Джонсон пропрацювала в аерокосмічній промисловості тридцять шість років, з перервою лише на народження сина.

## Проекти
- Ракета SM-64 Navaho[en]
- Ракета AGM-28 Hound Dog[en] класу «повітря-земля»
- Програма «Аполлон»
- Skylab
- Аполлон-Союз
- Спейс Шаттл[6]

## Нагороди
Упродовж своєї виняткової кар'єри Барбара Кроуфорд Джонсон отримала кілька нагород у галузі інженерії.
- 1973: космонавт НАСА Фред Гайз-молодший[en] написав Барбарі лист-подяку.
- 1974: премія за заслуги від Товариства жінок-інженерів
- 1975: премія заслуженому випускнику, Інженерний коледж університету Іллінойсу[7]
- 1976: Премія Дірка Брувера[en], Американське астронавтичне товариство[8]

Вона також отримала медаль від NASA на відзнаку її внеску у місію Аполлон-11.